# Исаак из Сполето
Преподобный Исаа́к Сирин, Сполетский, Монтелукский, Италийский (Сполетийский) (умер в 550 году) — святой игумен, отшельник из Сполето. День памяти — 12 (25) апреля.
Святой Исаак бежал в Италию из Сирии, где надо было жить при господстве монофизитов. Прибыв в Сполето, он испросил возможности по наступлении темноты остаться в городском соборе, где предался молитвам. Он молился три дня и три ночи, покуда пономарь собора, позавидовав его молитвенной ревности, не побил его и не выгнал вон. После этого на пономаря сошло бесовское наваждение, от которого он был избавлен лишь по молитвам св. Исаака. Тогда св. Исаак удалился в пещеру на горе Монтелуко (Monteluco), где стал жить отшельником.
Житие преподобного Исаака Сполетского также известно из «Диалогов» свт. Григория Двоеслова. Имел дар пророчествования.
Этого святого часто путают с Исааком Сирином — память 28 января (10 февраля).